# Gabriel Popescu
Gabriel Popescu (* 25. prosinec 1973) je bývalý rumunský fotbalista a reprezentant.

## Reprezentace
Gabriel Popescu odehrál 14 reprezentačních utkání. S rumunskou reprezentací se zúčastnil Mistrovství světa 1998.

## Statistiky
| Rumunsko | Rumunsko | Rumunsko |
| Roky     | Záp.     | Góly     |
| -------- | -------- | -------- |
| 1996     | 3        | 0        |
| 1997     | 4        | 1        |
| 1998     | 7        | 0        |
| Celkem   | 14       | 1        |